# 性的コミュニケーション

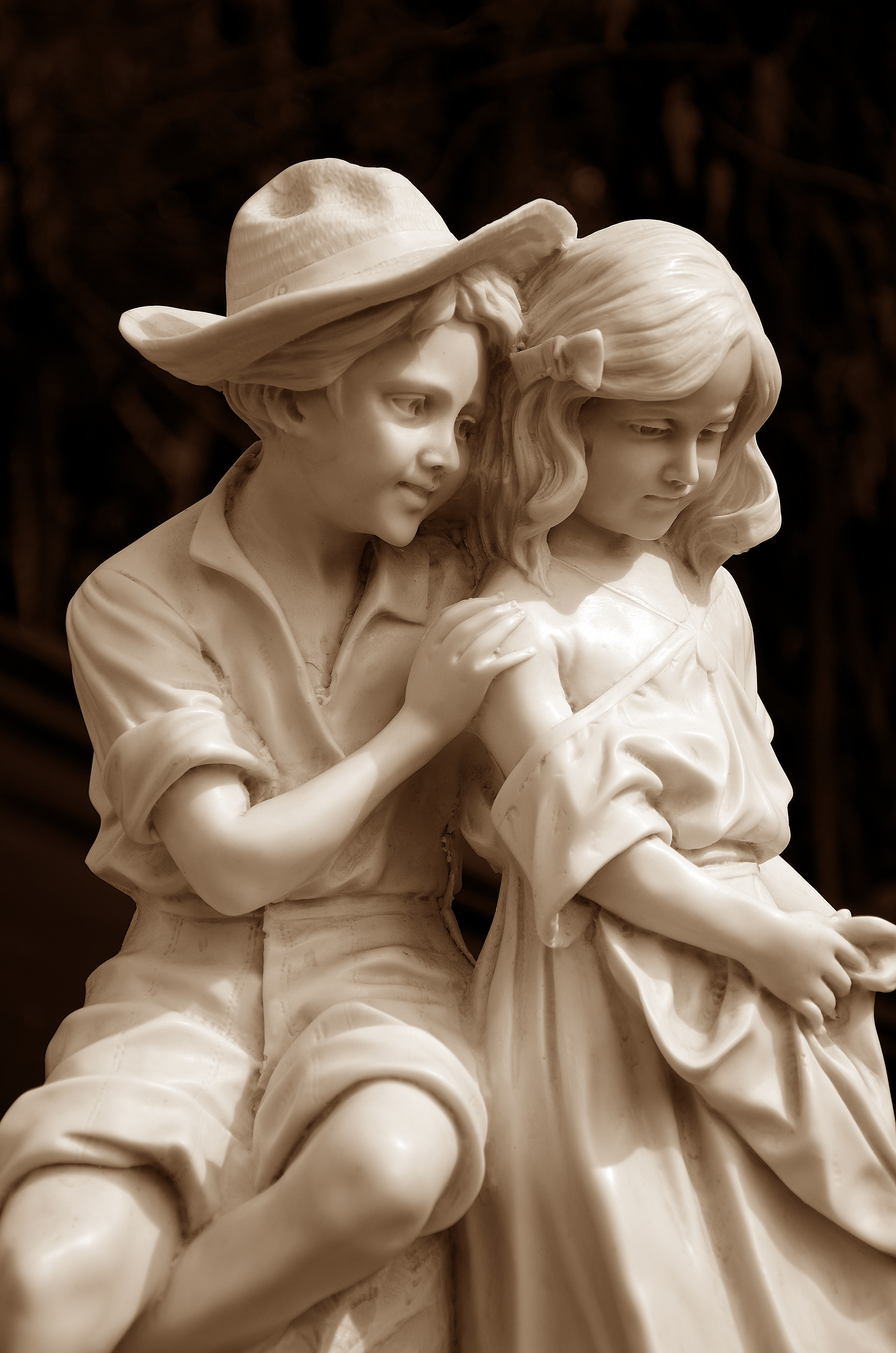
「キミの愛だけが、僕が満たされるために必要なものだ」インドの像

性的コミュニケーション（せいてきコミュニケーション、英語: Sexual communication）とは、パートナー同士がセックスについて話し合うことであり、性的同意を得るため、好みや嫌いなことを知るため、そして性的満足を得るために必要な会話である。

## 概要
性的コミュニケーションは、恋愛関係のロマンチックな段階から、より親密で性的な関係へと移行する過程における重要な段階である。
異なる国における性的コミュニケーションは、パートナーが選択する宗教や結婚習慣に基づいており、そのため関係のどの段階で始まるかは異なる。また、性的コミュニケーションはパートナー関係において最優先されるものではなく、調和の取れた関係では、精神的な結びつきが形成された後に行われる傾向がある。

## 性生活における意味
- パートナー同士が信頼と尊重に基づいて安全に性的経験を共有するために必要である。
- 性的関係を始めるには、性的同意が不可欠であり、同意は自由意志に基づき、十分な情報を得た上で、取り消し可能で、熱意を持ち、具体的でなければならない。「No」は「No」を意味する[2]。
- 同意なしに始まった性的関係や、結婚の虚偽の約束によって得られた性的同意は、強姦と見なされる。
- 性的コミュニケーションには、パートナーの性感染症(STD)の状況を把握すること、関係の目的を話し合うこと、一緒にSTD検査を受けること、セーフセックスや避妊について話し合うことが含まれる。
- 関係における性的満足度や幸福感と関連している。
- パートナー同士がより深く理解し合い、親密な関係を築くのに役立ち、性的活動における感じ方や認識の違いを理解するのに役立つ。
- 自己認識を深め、パートナーとの意識的なセックスへとつながる自己反省を促す。

## 性的コミュニケーションの形態
性的コミュニケーションにはさまざまな形態がある:
- 身体的コミュニケーション:言葉よりも強く伝わる身体的な表現。視線やそっと置かれた手のひらなど、非言語的なアクションが、言葉以上に感情を伝えることができる[4]。
- 性的サイン:望ましい、または望ましくない行動をパートナーに伝える言語的または非言語的なサイン。自由に欲求を伝え合うことで、性的な経験はより心地よく、意味のあるものとなる。たとえば、触れることやキスを通じて気持ちを伝えることができる。
- 言葉によるコミュニケーション:思いやりのある会話を心がけ、不快感を与えないことが大切。適切な性的コミュニケーションは、パートナーの性的欲求や興奮を高め、お互いの性的健康を大切にすることにつながる。
- 性教育:子どもにとっての性教育は、人間の性に関する基本的な知識や、安全で健全な性関係について学ぶ機会となる。大人にとっての性教育は、性に関する知識を広げ、誤解を解き、生物学的・倫理的側面について理解を深める手助けとなる。
- 親密さ:感情的・身体的に親密な関係を築く上で不可欠な要素。親密さはパートナー同士の関係を強化し、ロマンティックな関係に独自の個性をもたらす[5]。

## 科学的研究
科学的研究によると、性的コミュニケーションは健康的な性機能を維持する上で重要である。
1970年代から行われてきた研究では、性的な問題を抱えるカップルは、性的コミュニケーションや性的表現に問題を抱えていることが示されている。
2014年に実施された研究では、性的自己開示が性機能の健康と性的満足にとって重要であり、性的機能障害の予防方法の一つであることが明らかになった。性的自己開示とは、パートナーと性的嗜好について話し合うこと、特定の性的活動への参加の意欲、性的価値観や過去の経験について共有することを含む。